# Alexander Horák
Alexander Horák (23. ledna 1911 Halič okr. Lučenec – 25. listopadu 1994 Bratislava) byl slovenský a československý římskokatolický kněz spolupracující s komunistickým režimem, vysokoškolský učitel teologie, politik, bezpartijní poslanec Slovenské národní rady v letech 1948–1976, člen Sboru pověřenců a poslanec Sněmovny národů Federálního shromáždění na počátku normalizace.

## Biografie
V letech 1929–1934 studoval teologii v Rožňavě. V roce 1940 se stal správcem Spolku sv. Vojtěcha v Maďarsku. Vydával tam časopis Sloboda a redigoval časopis Duchovný pastier. Po válce se v roce 1945 stal kulturním referentem Spolku sv. Vojtěcha na Slovensku.
V poúnorové době působil jako prokomunistický římskokatolický kněz. Od konce 40. let 20. století se angažoval v prorežimních organizacích. V roce 1949 se stal předsedou slovenského Výboru obránců míru. Ve funkci byl potvrzen roku 1958. Byl rovněž aktivní v organizaci Mírové hnutí katolického duchovenstva, která navazovala na obdobně prokomunistickou Katolickou akci. V roce 1950 mu Katolická teologická fakulta Univerzity Karlovy udělila doktorát teologie. V letech 1959-1990 přednášel katechetiku a pedagogiku na Římskokatolické cyrilometodějské bohoslovecké fakultě Univerzity Komenského v Bratislavě. Ve svém díle se pokoušel spojit tradice křesťanstva s vlivy marxismu.
Po volbách roku 1948 zasedl ve Slovenské národní radě a byl zároveň členem Sboru pověřenců (10. Sbor pověřenců – pověřenec pošt). Kvůli svým politickým aktivitám čelil koncem 40. let suspendování z církevních funkcí. Mandát v SNR obhájil ve volbách roku 1954. Po nich se uvádí v 11. Sboru pověřenců do roku 1955 coby pověřenec spojů, v letech 1956–1958 v 12. Sboru pověřenců jako pověřenec místního hospodářství a v letech 1958–1960 coby člen Sboru pověřenců s funkcí předsedy Slovenského výboru pro výstavbu. Opětovně se poslancem SNR stal i ve volbách roku 1960 a volbách roku 1964. Ve Sboru pověřenců zasedal v letech 1948–1960 (pověřenec pošt, spojů, místního hospodářství a výstavby), v Slovenské národní radě v letech 1948–1976.
Po federalizaci Československa usedl v lednu 1969 do Sněmovny národů Federálního shromáždění. Nominovala ho Slovenska národní rada. Ve federálním parlamentu setrval do konce funkčního období, tedy do voleb roku 1971.